# Francis Barretto Spinola
Francis Barretto Spinola (Old Field, Nova Iorque, 19 de março de 1821 – Washington, D.C., 14 de abril de 1891) foi o primeiro luso-americano a ser eleito para a Câmara dos Representantes dos Estados Unidos, representando o Estado de Nova Iorque de 1887 a 1891. Serviu também como general no exército da União durante a Guerra Civil Americana.

## Biografia
Spinola Nasceu em Old Field, perto de Stony Brook, Condado de Suffolk, Long Island, Nova Iorque. Frequentou a Quaker Hill Academy no Condado de Dutchess, Nova Iorque, sendo aprovado no exame de Direito antes de se estabelecer como advogado em Brooklyn, Nova Iorque. Foi depois eleito vereador no Second Ward em Brooklyn em 1846 e 1847, sendo reeleito em 1849, servindo durante quatro anos.  Politicamente um Democrata, foi membro da assembleia estadual de Nova Iorque em 1855, servindo depois como membro do senado do Estado de Nova Iorque do 3º Distrito entre 1858–61. Foi também delegado na Convenção Nacional Democrata em 1860.
Estava como Comissário do Porto de Nova Iorque quando rebentou a Guerra Civil Americana. Spinola juntou-se ao corpo voluntário do regimento de Nova Iorque, sendo designado oficial. Foi nomeado Brigadeiro-General de Voluntários em 2 de Outubro de 1862.

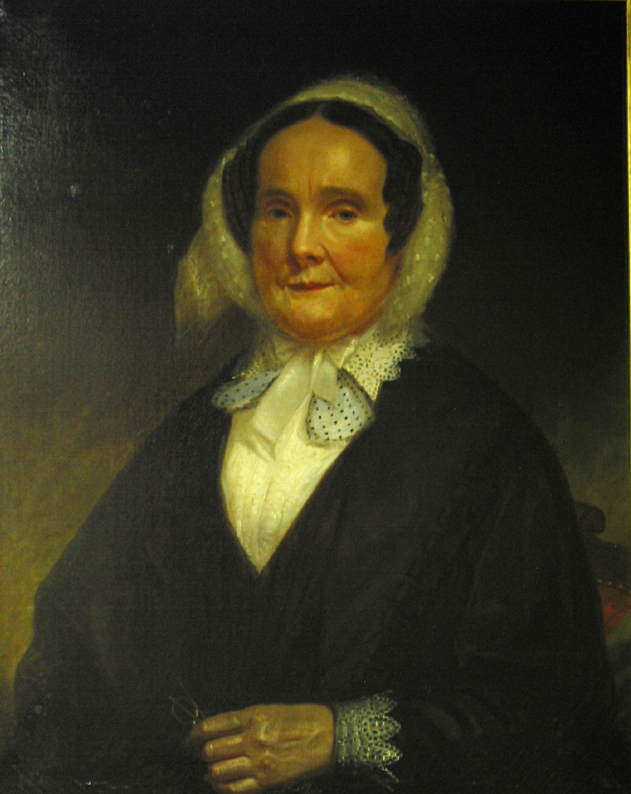
Retrato de Eliza Phelan, mãe de Francis B. Spínola, por William Sidney Mount, actualmente no Long Island Museum of American Art, History & Carriages

Spinola assumiu o comando da "Excelsior Brigade" de Nova Iorque (a Segunda Brigada, Segunda Divisão) a 11 de Julho de 1863, após a Batalha de Gettysburg, enquanto o Exército do Potomac lutava para preencher as vagas de oficiais criadas pelas baixas em combate. A brigada liderada por Spinola conduziu as tropas da União a 23 de Julho na Batalha de Wapping Heights perto de Warrenton, Virgínia, tendo sofrido 18 baixas, incluindo 2 oficiais. Spinola foi ferido na batalha, junto com dezenas dos seus homens. Foi honrosamente libertado do serviço militar em Agosto de 1865.
Após a guerra, Spinola tornou-se banqueiro e agente de seguros, tornando-se uma figura influente junto da rapidamente crescente comunidade imigrante Italiana de Nova Iorque. Representou o 10º Distrito de Nova Iorque na Câmara dos Representantes entre 1887–91, e morreu em funções em Washington, D.C. Está enterrado no Cemitério de Green-Wood em Brooklyn, Nova Iorque. No seu tempo foi muito respeitado e apreciado, sendo considerado um dos aristocratas de Nova Iorque.

## Família
Francis Barretto Spinola era filho de João Leandro Spinola, depois anglicizado para John Leander Spinola, um mercador da Ilha da Madeira, e de Elizabeth Phelan (1790–1873), filha do Capitão John Phelan (1747, Waterford, Irlanda – 1827, Baltimore, Maryland), que serviu na Guerra da Independência dos Estados Unidos, e da sua mulher Susanna Davis.
Frank W. Alduino, em seu livro Sons of Garibaldi in Blue and Gray: Italians in the American Civil War (p. 180), refere-se a seu pai John como um "próspero fazendeiro e criador de ostras" que migrou para os Estados Unidos da Ilha da Madeira, Portugal, cuja família era oriunda de Gênova. A família Spinola, de nobres origens Genovesas, estabeleceu-se na Ilha da Madeira no fim do sec. XV, princípios do sec. XVI, como mercadores.